# Josip Posavec
Josip Posavec (Varaždin, Condado de Varaždin, 10 de marzo de 1996) es un futbolista croata. Juega en la posición de guardameta y su equipo es el N. K. Lokomotiva de la Primera Liga de Croacia.
Es también internacional con la selección croata sub-21. Inició su carrera futbolística en el NK Inter Zaprešić, donde permaneció durante dos años en las categorías inferiores para luego unirse al primer equipo en 2013. Tras permanecer durante cuatro temporadas con el conjunto croata, en 2015 fue traspasado al U. S. Città di Palermo.

## Biografía

### Inicios y U. S. Città di Palermo
Posavec se formó en las categorías inferiores del NK Inter Zaprešić, donde subió al primer equipo en 2013. Sin embargo, debutó el 10 de julio de 2015, en un partido contra el HNK Rijeka que terminó en empate 0-0. 
En el verano de ese mismo año fue comprado por el equipo italiano U. S. Città di Palermo, sin embargo, decidió seguir en el conjunto croata hasta el final de la temporada. La cesión de Simone Colombi al Carpi F. C. durante el mercado de invierno causó que entre anticipadamente en el conjunto rosanero. Hizo su debut en Serie A con el Palermo en un partido contra el Bologna F. C., jugando de titular y manteniendo su portería invicta y con un resultado final de 0-0. Además, con la transferencia de Stefano Sorrentino al Chievo Verona durante el mercado de verano en 2016, consiguió la gran oportunidad de poder ser titular durante toda la temporada 2016-17.

## Palmarés

### Títulos nacionales
| Título          | Club                  | País    | Año  |
| --------------- | --------------------- | ------- | ---- |
| Copa de Croacia | H. N. K. Hajduk Split | Croacia | 2022 |